# 103
| 103                |
| ------------------ |
| Dødsfald - Fødsler |
|                    |

| Gregoriansk kalender | 103 CIII                |
| Ab urbe condita      | 856                     |
| Armensk kalender     | I/T                     |
| Kinesiske kalender   | 2799 – 2800 壬寅 – 癸卯 |
| Etiopisk kalender    | 95 – 96                 |
| Jødisk kalender      | 3863 – 3864             |
| Hindukalendere       |                         |
| - Vikram Samvat      | 158 – 159               |
| - Shaka Samvat       | 25 – 26                 |
| - Kali Yuga          | 3204 – 3205             |
| Iransk kalender      | 519 BP – 518 BP         |
| Islamisk kalender    | 535 BH – 534 BH         |

Se også 103 (tal)